# Les Cinq Chemins (Oostkappel)
Les Cinq Chemins (Frans-Vlaams: De Vuuf Weggen) is een Frans gehucht in de tot het Noorderdepartement behorende gemeente Oostkappel.
Hier komen vijf wegen bij elkaar: een weg die in noordelijke richting via Killem Lynde naar Hondschoote voert, een weg in westelijke richting naar Rekspoede, één in zuidwestelijke richting naar Bambeke, één in zuidelijke richting naar Steenvoorde en één in westelijke richting naar Oostkappel en de Frans-Belgische grens.